# Marc Cautenet
Marc Raoul Cautenet (* 18. September 1922 in Paris; † 8. Juli 1994 in Créteil) war ein französischer Radrennfahrer.

## Sportliche Laufbahn
Cautenet war im Bahnradsport aktiv. Von 1945 bis 1949 war er Berufsfahrer. 1943 siegte er im Grand Prix Cyclo-Sport, einem Sprintturnier, das von der gleichnamigen Zeitung ausgerichtet wurde. 1942 und 1944 wurde er dort Zweiter. Bei der Sprintmeisterschaft der Amateure wurde er Zweiter hinter Maurice Etienne. 1944 gewann er die Meisterschaft der d'Île-de-France, den Grand Prix d’Honneur de vitesse, den Prix Maurice Schilles und 1945 den Grand Prix de Paris bei den Profis vor Louis Gérardin. 1945 wurde er Zweiter der nationalen Meisterschaft im Sprint hinter Louis Gérardin. 1948 startete er bei den Bahnradsport-Weltmeisterschaften im Sprint.